# Patriarcat (Église)
Pour les articles homonymes, voir Patriarcat.
Dans l'Église chrétienne, un patriarcat est une région soumise à l'autorité d'un patriarche.

## Patriarcat de Nicée
En 325, le premier concile œcuménique qui siège à Nicée accorde un privilège d'honneur aux évêques de Rome, d'Antioche, d'Alexandrie et de Jérusalem (au moins de manière honorifique pour ce dernier, en souvenir de l'histoire sainte et des lieux saints).
Canon 6. De la primauté revenant à certains sièges et de ce qu'il ne faut pas nommer un évêque sans l'avis du métropolitain.
Que l'ancienne coutume en usage en Égypte, dans la Libye et la Pentapole soit maintenue, c'est-à-dire que l'évêque d'Alexandrie conserve la juridiction sur toutes ces provinces, car il y a le même usage pour l'évêque de Rome. On doit de même conserver aux Églises d'Antioche et des autres diocèses leurs anciens droits.
Il est bien évident que si quelqu'un est devenu évêque sans l'approbation du métropolitain, le concile décide qu'un tel n'est même pas évêque. D'autre part, l'élection ayant été faite par tous avec discernement et d'une manière conforme aux règles de l'Église, si deux ou trois font de l'opposition par pur esprit de contradiction, la majorité l'emportera.
Canon 7. De l'évêque d'Aelia (Jérusalem).
Comme la coutume et l'ancienne tradition portent que l'évêque d'Aelia doit être honoré, qu'il obtienne la préséance d'honneur, sans préjudice cependant de l'autorité qui revient à la métropole.

## Patriarcat de Constantinople
Le deuxième concile œcuménique (Constantinople - 381) étend ce privilège à l'évêque de Constantinople, la Deuxième Rome.
Canon 2. Du bon ordre à garder dans chaque province et de la primauté qui revient aux grands sièges d'Alexandrie, d'Antioche et de Constantinople, et de ce qu'un évêque ne doit pas intervenir dans un évêché autre que le sien.
Les évêques qui sont à la tête d'un diocèse ne doivent pas s'immiscer dans les affaires des Églises qui sont hors de leurs limites, ni jeter par là le trouble dans les Églises. Mais, conformément aux canons, l'évêque d'Alexandrie administrera uniquement les affaires de l'Égypte, les évêques d'Orient gouverneront les Églises du seul Orient, tout en gardant la préséance reconnue par les canons à l'Église d'Antioche, et les évêques du diocèse d'Asie administreront les affaires de l'Asie seule, et ceux du Pont uniquement les affaires du Pont et ceux de la Thrace, les affaires de la Thrace seule. A moins d'être appelés, les évêques ne doivent jamais intervenir hors de leurs diocèses pour des élections d'évêques ou quelque autre acte ecclésiastique. Tout en observant au sujet des diocèses la règle prescrite ci-dessus, il est évident que, conformément aux ordonnances de Nicée, le synode provincial décidera des affaires de toute la province. Quant aux Églises de Dieu qui sont parmi les nations barbares, elles doivent être gouvernées selon la coutume établie du temps de nos pères.
Canon 3. Que l'évêque de Constantinople est le second après celui de Rome.
Cependant l'évêque de Constantinople aura la préséance d'honneur après l'évêque de Rome, puisque cette ville est la nouvelle Rome.
Ces privilèges ne signent nullement que l'Église du Christ n'est partagée qu'en cinq patriarcats, ainsi que le prétendront certains canonistes beaucoup plus tard. En effet, à côté de ces cinq patriarcats, demeurent plusieurs Églises autocéphales indépendantes, ce que confirmera le 3e concile œcuménique (Éphèse - 431) avec, comme exemple, l'indépendance de l'Église de Chypre vis-à-vis de celle d'Antioche.
Première pomme de discorde : seul l'archevêché de Rome parlait latin ; tous les autres parlaient et écrivaient en grec. Cependant au concile de Nicée, ils s'entendent sur un seul credo : le credo de Nicée, qui fut complété au concile de Constantinople, en 381.
Seconde pomme de discorde, au Ve siècle, l'évêque de Rome revendiquait non seulement la suprématie sur les cinq patriarcats au titre de « Premier des égaux », mais aussi l'autorité sur les questions ecclésiastiques et doctrinales en raison de sa succession de Saint Pierre, ce qui ne manquait pas de soulever de vigoureuses protestations de la part des patriarcats grecs, qui, eux, optaient pour la « Pentarchie », c'est-à-dire le gouvernement commun des cinq patriarcats.
Le patriarcat de Constantinople menait la révolte en s'appuyant sur les arguments suivants :
- c'est l'apôtre André qui a fondé l'Église de l'Est, aujourd'hui mieux connue sous le nom d'Église orthodoxe, dans la cité de Byzance appartenant à l'Empire romain. Saint André était le frère de saint Pierre, qui lui, fonda l'Église de Rome ;
- Byzance, l'ancienne cité grecque, renommée Constantinople sous le règne de l'empereur romain Constantin Ier, qui y avait établi la capitale de l'Empire, en 330, devint ainsi la première ville de l'Empire ;
- bien plus tard, Ravenne contestera également la suprématie romaine.

## Évolution contemporaine
En 2006, le pape Benoît XVI renonce au titre de patriarche de l'Occident. La première mention de ce titre se trouve dans une lettre écrite en 450 de Théodose II au pape Léon Ier le Grand. L'année suivante aura lieu le concile de Chalcédoine durant lequel Léon refusera l’égalité entre le patriarcat de Rome et celui de Constantinople.